# Rdestovité
Rdestovité (Potamogetonaceae) je čeleď jednoděložných rostlin z řádu žabníkotvaré (Alismatales). Starší taxonomické systémy ji řadily často do řádu Potamogetonales nebo Najadales.
Také pojetí čeledi se v průběhu doby lišilo. Některé starší systémy do čeledi rdestovité i rostliny, který systém APG II řadí do samostatné čeledi Ruppiaceae. Naopak často byla zase vyčleňována čeleď šejdračkovité (Zannichelliaceae), jejíž zástupce řadí systém APG II do čeledi rdestovité. Tento článek popisuje čeleď rdestovité v pojetí APG II, tedy bez Ruppiaceae a včetně Zannichelliaceae.

## Popis

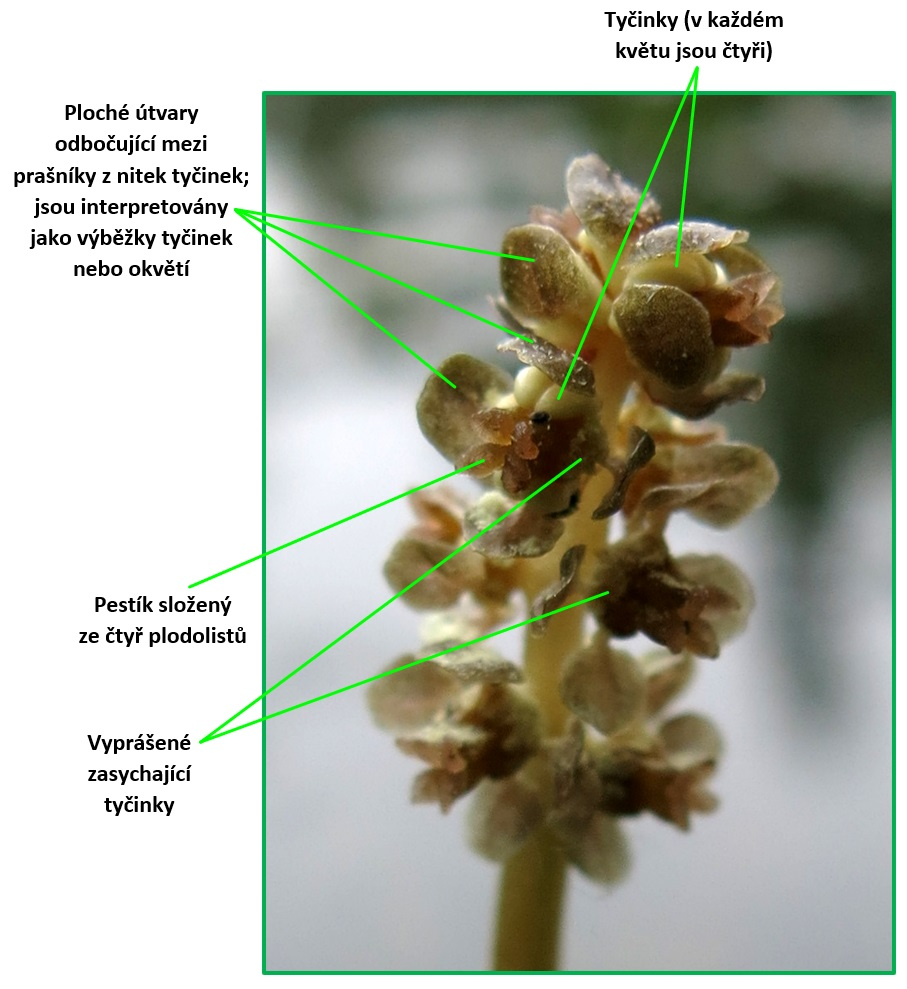
Klas květů rdestu kadeřavého (Potamogeton crispus) s vyznačenými orgány

Jedná se o vytrvalé, vzácně jednoleté, vodní byliny. Koření ve dně, listy jsou ponořené nebo i plovoucí na hladině, u některých druhů jsou vyvinuty jen listy ponořené, u jiných oboje. Častá je heterofylie, kdy ponořené listy vypadají jinak než plovoucí. Jsou to obvykle jednodomé rostliny s oboupohlavnými květy, vzácněji s jednopohlavnými nebo dokonce rostliny dvoudomé. Listy jsou jednoduché, přisedlé nebo řapíkaté, střídavé (a potom dvouřadé), vstřícné nebo v přeslenech (často 3-četných), s listovými pochvami nebo bez nich. Čepele listů jsou celistvé, čárkovité až podlouhlé či vejčité, 1-žilné nebo se souběžnou nebo dlanitou žilnatinou. Květy jsou v květenstvích, většinou v klasech, vzácněji jednotlivé. Květy jsou malé a pravidelné. Okvětí buď zcela chybí, nebo jsou přítomny 4 okvětní lístky, které však někteří autoři považují za přívěsky tyčinek, jindy jedná se o 3 srostlé okvětní lístky v 1 přeslenu, tvořící bazální kápovitou strukturu. Tyčinky jsou 2-4, převážně ve 2 přeslenech, vzácněji v 1, jsou volné, někdy je tyčinka zdánlivě 1, ale často to jsou 2-3 tyčinky srostlé. Opylování se provádí pomocí větru nebo vody. Gyneceum je složeno ze 4 (vzácněji 1-9) plodolistů, je apokarpní nebo monomerické, semeník je svrchní. Plod je suchý nebo dužnatý, nepukavý, v souplodí, většinou nažka nebo peckovice, vzácněji bobule či měchýřek, někdy v souplodí.

## Rozšíření ve světě
Jsou známy asi 7 rodů a asi 100 druhů, které jsou rozšířeny skoro po celém světě, od chladného pásu po tropy.

## Seznam rodů
Althenia, Groenlandia, Lepilaena, Potamogeton, Pseudalthenia, Vleisia, Zannichellia.
V ČR roste ve volné přírodě cca 18 druhů rodu rdest (Potamogeton). Druh rdest hustolistý neboli rdestice hustolistá (Groenlandia densa) je v ČR velmi vzácný a kriticky ohrožený druh (C1). Z dalších zástupců to je pouze šejdračka bahenní (Zannichellia palustris).